# Chiril Covalciuc
Kiril Kovalciuk sau Chiril Covalciuc (în ucraineană Кирило Сергійович Ковальчук; n. 11 iunie 1986, Biliaivka, regiunea Odesa), cunoscut și după porecla Tom Cruise (datorită asemănării sale la chip cu actorul american), este un fotbalist ucrainean care joacă la clubul Cernomoreț Odesa în Prima Ligă Ucraineană. El deține și cetățenia Republicii Moldova, obținută pe timpul când evolua la Zimbru Chișinău.
Are un frate mai mare, Serghei Covalciuc, care de asemenea este fotbalist și a fost naturalizat, evoluând la nivel internațional pentru Republica Moldova.